# Tempio di Giunone (Agrigento)
Il tempio di Atena (ex tempio di Era), noto anche come tempio di Giunone (dal nome romano della dea) o tempio D, è un tempio greco dell'antica città di Akragas sito nella Valle dei Templi di Agrigento.
Al nome della divinità viene spesso associato l'epiteto Lacinia, nome tradizionale ma probabilmente errato perché specifico invece del tempio dedicato a Era presso il promontorium Lacinium a Capo Colonna non lontano da Crotone. In realtà per anni si è dubitato della dedica del tempio a Era, fino a che non si è scoperto che fosse dedicato alla dea Atena.

## Il tempio
(Johann Wolfgang von Goethe, Viaggio in Italia)
Fu edificato nella seconda metà del V secolo a.C., intorno al 450 a.C. e appartiene come epoca e come stile al periodo del dorico classico. Sono stati rilevati segni dell'incendio del 406 a.C. dopo il quale è stato restaurato in età romana, con la sostituzione delle originarie tegole fittili con altre marmoree e con l'aggiunta del piano inclinato alla fronte orientale.

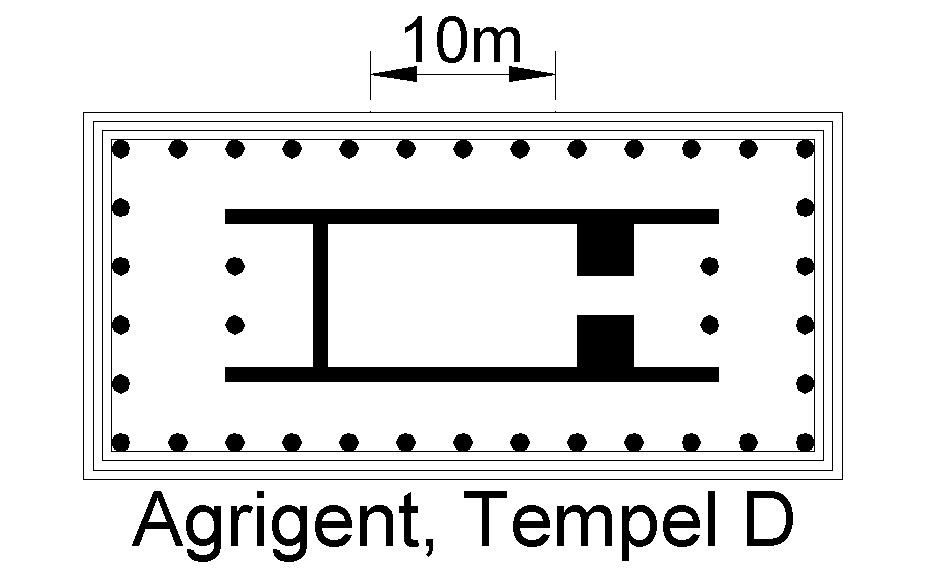
Pianta del tempio

L'edificio è un tempio dorico periptero con 6 colonne sui lati corti (esastilo) e 13 sui fianchi, secondo un canone derivato dai modelli della madrepatria ed utilizzato anche per il tempio "gemello" della Concordia con il quale è accomunato anche dalle dimensioni generali e dalle misure, quasi standardizzate di alcuni elementi costruttivi. Le dimensioni complessive sono di circa m 38,15x16,90.
Il fronte presenta interassi leggermente diversi con la contrazione di quelli terminali e l'enfatizzazione di quello centrale.
Il peristilio di 34 colonne alte 6 metri e 44 centimetri e costituite da 4 rocchi sovrapposti, poggia su un crepidoma di quattro gradini.
Edificato su di uno sperone con un rialzo risulta in gran parte costruito artificialmente. 
L'interno è costituito da un naos senza colonnato interno, del tipo  doppio in antis, dotato di pronao e opistodomo simmetrici, entrambi incorniciati da gruppi di due colonne (distili). Due scale per l'ispezione alla copertura o per motivi di culto, erano presenti nella muratura di separazione tra naos e pronaos (diaframma).
All'inizio del XXI secolo, si conserva il colonnato settentrionale con l'epistilio e parte del fregio, mentre i colonnati sugli altri tre lati sono conservati solo parzialmente (mancano 4 colonne e 9 sono smozzate), e senza architrave. Pochi sono gli elementi rimasti della cella di cui rimane la parte bassa della muratura che la delimitata. L'edificio è stato così ricostruito mediante anastilosi fin dal Settecento ad oggi.
Davanti al fronte principale (orientale) ci sono notevoli resti dell'altare.

## Galleria d'immagini

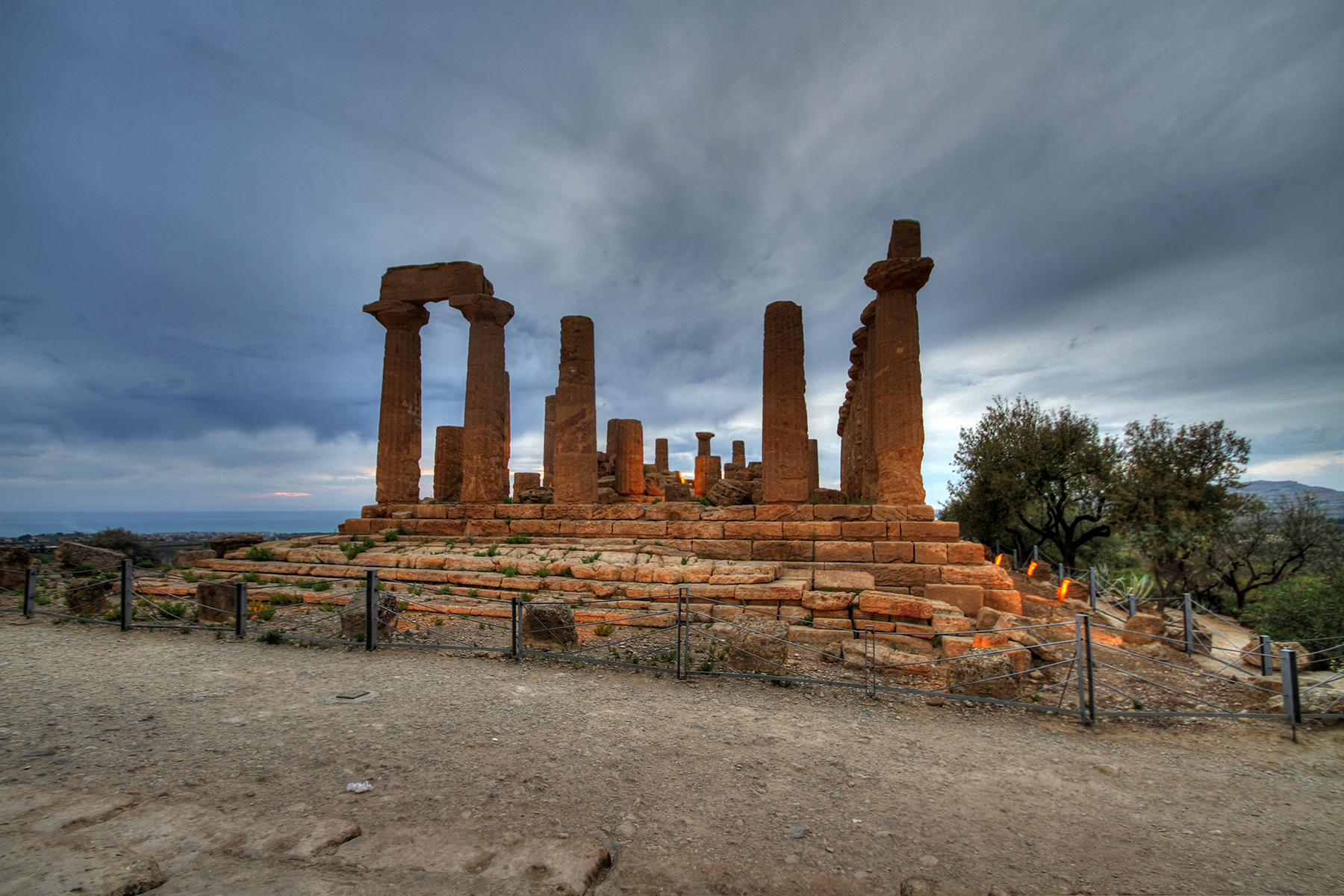
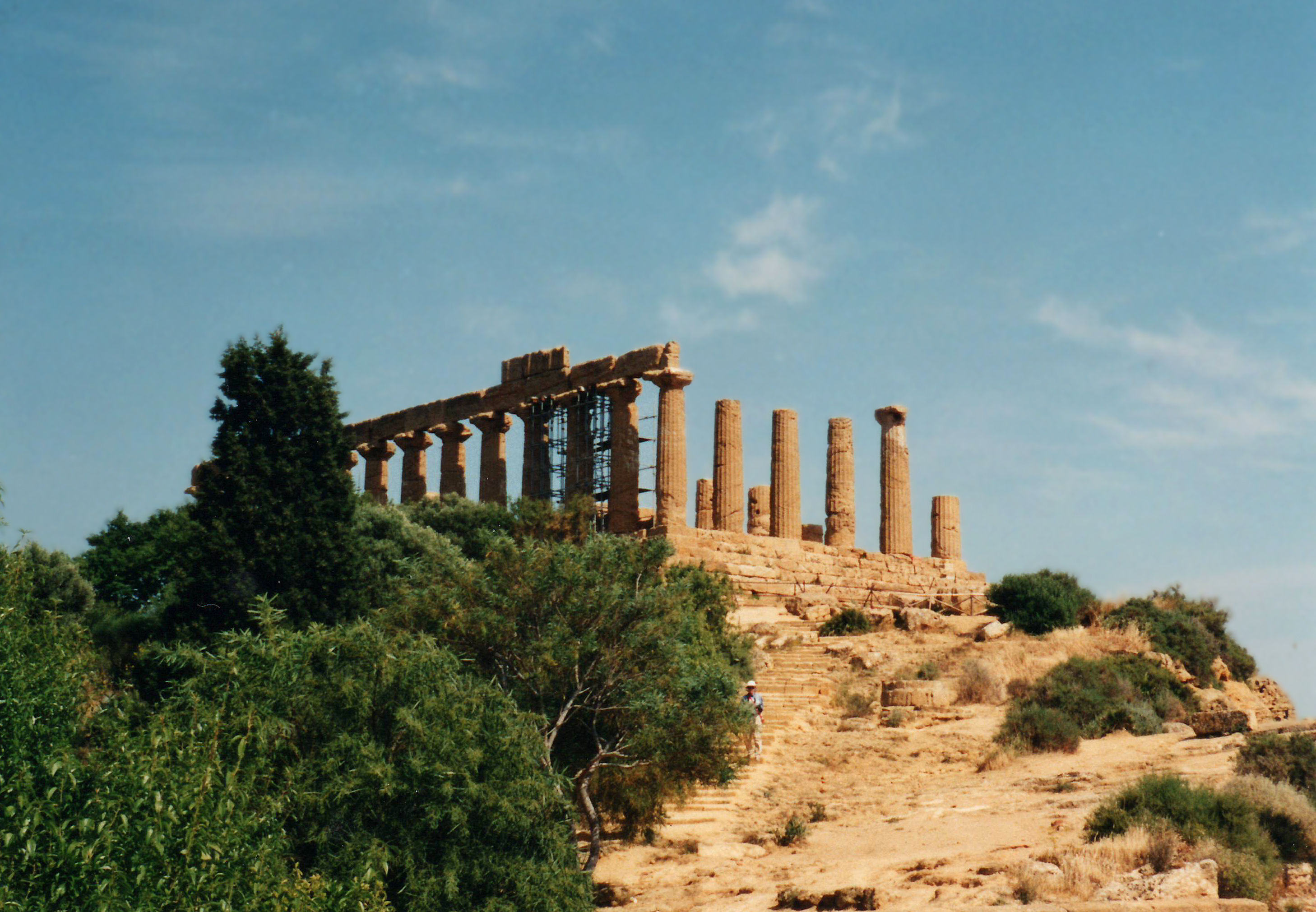
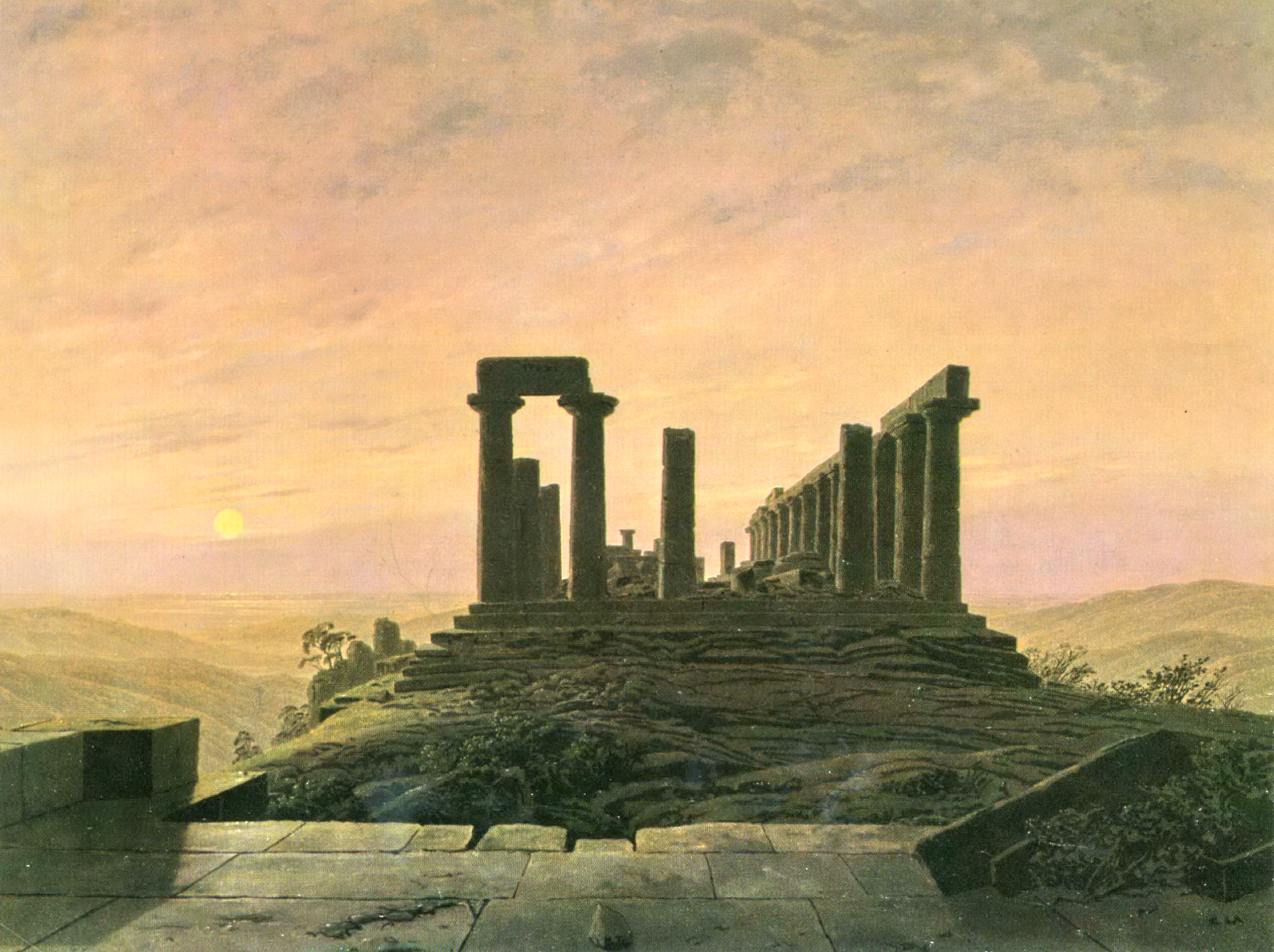
Dipinto di Caspar David Friedrich.
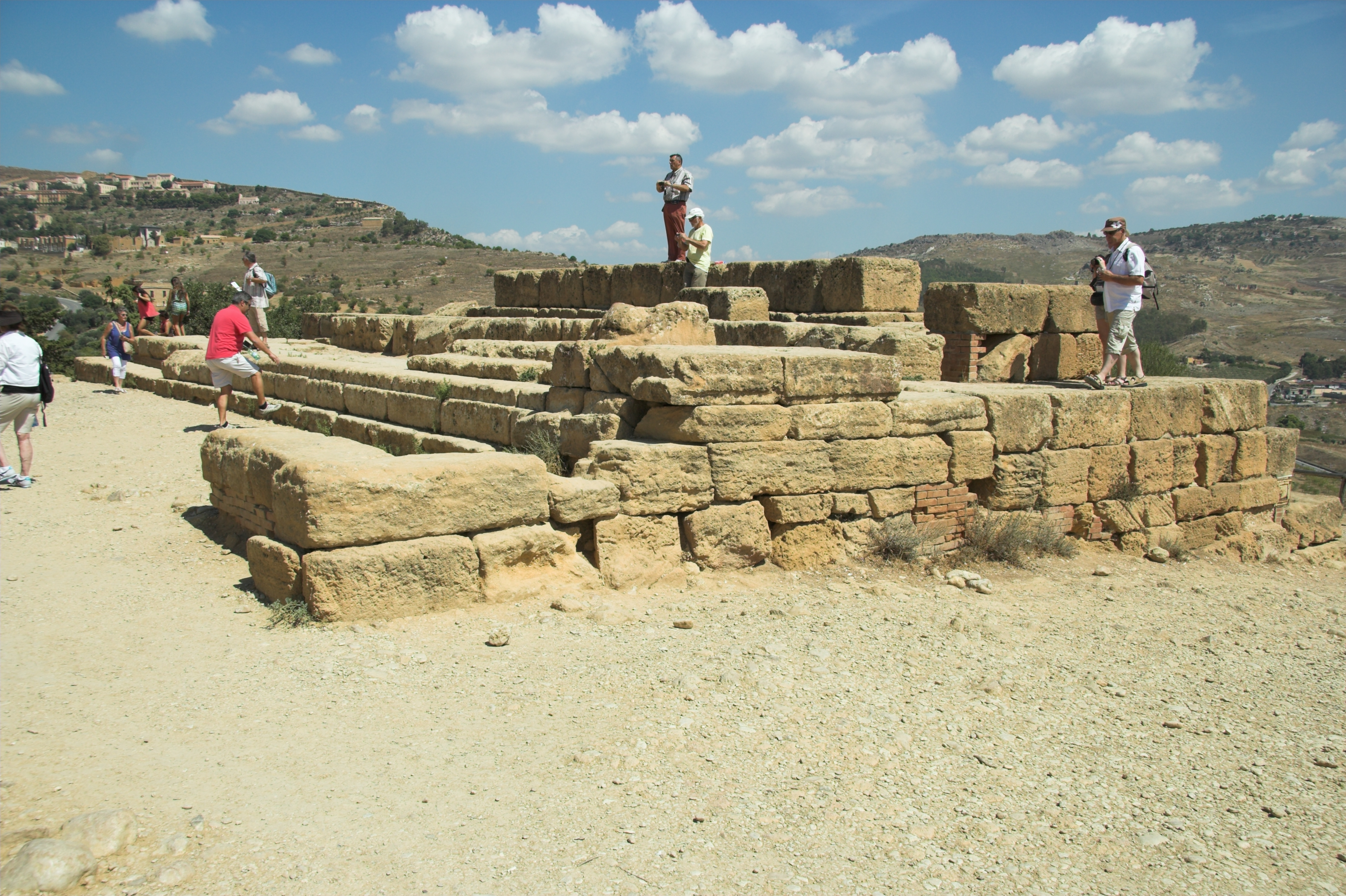
L'altare